# Diguinho Coruja
Rodrigo Valentim Muniz (Osasco, 21 de junho de 1980), mais conhecido como Diguinho Coruja, é um locutor, comediante e radialista brasileiro, notório por ter apresentado o programa radiofônico Band Coruja, humorístico transmitido pela rede Band FM pelo qual foi vencedor do Troféu APCA, além de ser o narrador do The Noite com Danilo Gentili, exibido no SBT desde 2014.

## Carreira
Diguinho foi por quatro anos contratado do Grupo Bandeirantes de Comunicação, após passagens pela 89 FM, Nativa FM e Mix FM, foi para a Band FM, emissora na qual comandou na maior parte do tempo, o Band Coruja, programa que chegou a ser líder de audiência e que conquistou o Prêmio APCA de 2013 na categoria Humor. Danilo Gentili pediu ao SBT a contratação de Diguinho, e o radialista aceitou o convite para ser o narrador do The Noite, sendo demitido da Band FM após o anúncio de sua participação no programa do SBT.
Posteriormente, Diguinho foi contratado pela rádio Tropical FM para comandar uma programa com mesmo formato que fazia na Band, chamado de Show do Diguinho Coruja. Em maio de 2015, Diguinho anunciou sua saída das madrugadas por problemas de saúde, encerrando um período de 15 anos nesse horário, fazendo com que o seu programa mudasse para as manhãs em 1º de junho de 2015, das 10h às 13h. Diguinho saiu da emissora em abril de 2016, sendo que no mês seguinte passou a apresentar seu novo programa, agora chamado Di Madruga, na rádio Top FM. O locutor também fechou contrato para ser um dos narradores das partidas de futebol do Capital Futebol Show da Rádio Capital.
No final de 2016, Diguinho deixou a Top FM por questões burocráticas. Durante uma entrevista ao programa Pânico, da rádio Jovem Pan FM, o locutor explicou que saiu da rádio por falta de pagamento: "Eu estava numa rádio do Grupo CBS, Top FM. Aí não me pagaram e eu fui embora (...)". Já o projeto na Rádio Capital, no qual narrava os jogos do Corinthians no Capital Futebol Show, foi encerrado pela emissora também no final de 2016. Na madrugada de 7 de abril de 2017, Diguinho retorna a Band FM ao horário que o consagrou na passagem anterior (0h às 5h) no Band Coruja. Em 2019, por problemas de saúde acaba deixando o Band Coruja.
Desde 2020, apresenta o Programa do Diguinho em seu canal no YouTube, programa no qual interage com o público, reage a videos e debate temas engraçados. O programa é das 22h à 01h e tem um estilo parecido com o que lhe deu fama no rádio.
Em 2021, iniciou seu canal de esportes narrando a partida entre Corinthians x Palmeiras pelo Campeonato Paulista de 2021. No dia 09/12/2022, iniciou um programa durante a madrugada no qual debate temas esportivos.

## Trabalho

### Rádio
| Ano       | Programa                        | Emissora      | Ref.   |
| --------- | ------------------------------- | ------------- | ------ |
| 2008–2009 | Forró Nativa / Show do Diguinho | Nativa FM     |        |
| 2009–2014 | Band Coruja                     | Band FM       | [ 4 ]  |
| 2014–2016 | Show do Diguinho Coruja         | Tropical FM   | [ 5 ]  |
| 2016      | Capital Futebol Show            | Rádio Capital | [ 12 ] |
| 2016      | Di Madruga                      | Top FM        | [ 10 ] |
| 2017–2019 | Band Coruja                     | Band FM       | [ 4 ]  |

### Televisão
| Ano           | Título                       | Papel                | Ref.   |
| ------------- | ---------------------------- | -------------------- | ------ |
| 2014-presente | The Noite com Danilo Gentili | Ele mesmo (narrador) | [ 18 ] |

### Internet
| Ano           | Canal                    | Programa                 | Plataforma | Cargo                            |
| ------------- | ------------------------ | ------------------------ | ---------- | -------------------------------- |
| 2018-presente | Diguinho Coruja          | Programa do Diguinho     | YouTube    | Apresentador                     |
| 2021-presente | Diguinho Coruja Esportes | Diguinho Coruja Esportes | YouTube    | Apresentador e Locutor Esportivo |